# الموسوعة الفلسطينية

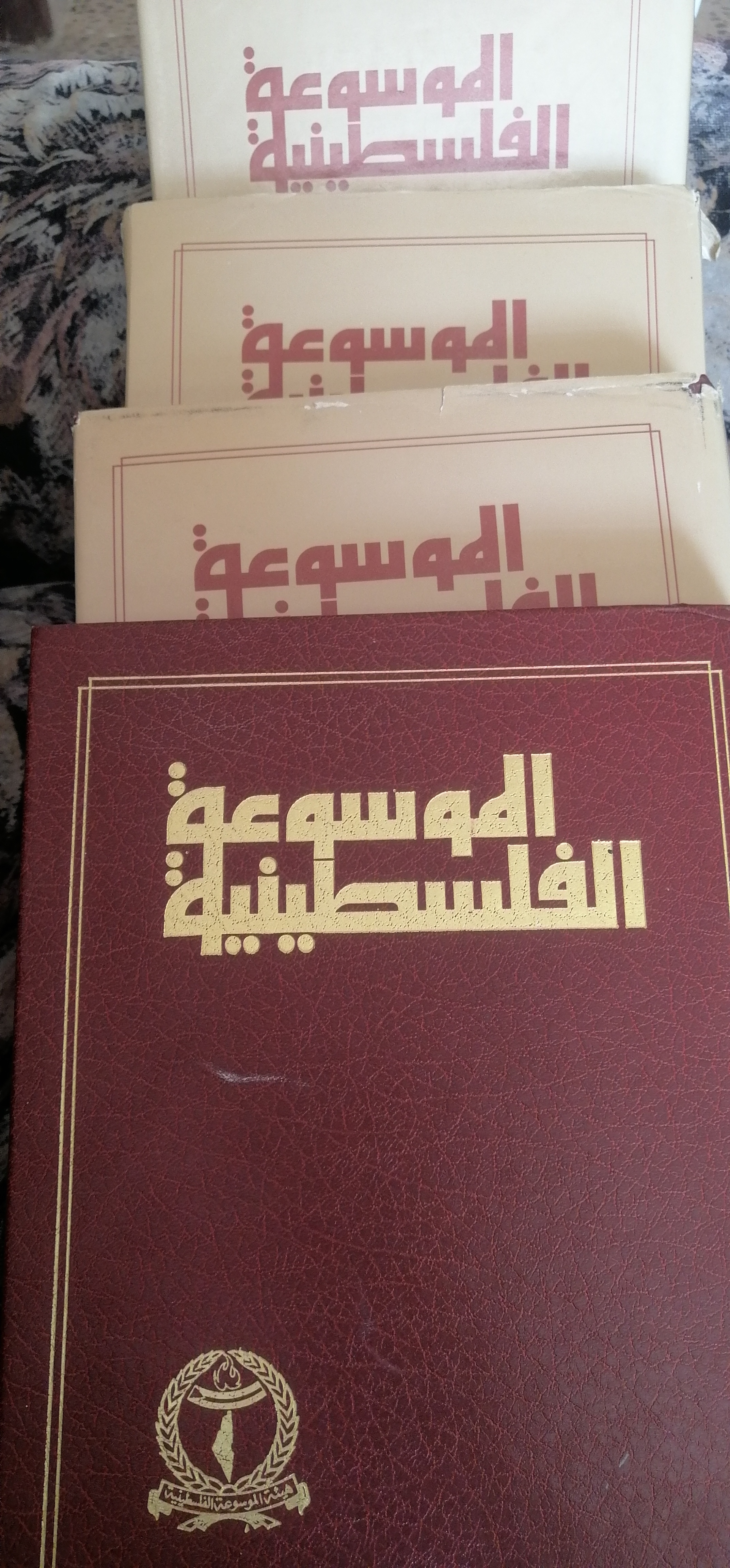

الموسوعة الفلسطينية هي موسوعة تهدف إلى تقديم فلسطين تاريخاً وأرضاً وشعباً وقضيةً ونضالاً. تتألف الموسوعة المكتوبة بالعربية من 11 مجلداً، وصدرت الطبعة الأولى منها سنة 1984.
مشروع الموسوعة الفلسطينية هو نتاج عمل منظمة التحرير الفلسطينية والمنظمة العربية للتربية والثقافة والعلوم، ويعود الفضل لتأسيسها للأستاذ أحمد المرعشلي. بدأت فكرة الموسوعة عام 1973 وصدر القسم الأول منها عام 1984 والقسم الثاني عام 1990، أما القسم الثالث فما زال قيد الإعداد. شارك في كتابة الموسوعة ما يقارب أكثر من 200 باحث عربي وفلسطيني من مشرق الوطن العربي إلى مغربه، وأشرف على إصدارها مجلس استشاري موسع يضم مفكرين وباحثين وأكاديميين من معظم الأقطار العربية
جاء القسم الأول منها في أربع مجلدات وهو مرتب هجائياً، وتخصص القسم الثاني بدراسات جاءت في سبعة مجلدات تتناول المجالات التالية: دراسة جغرافية، دراسات تاريخية، دراسات الحضارة، دراسات القضية الفلسطينية.
كل المجلدات متاحة مجانًا سواء في موقع الموسوعة على الشابِكة أو في موقع الأرشيف.

## وصلات خارجية
- الموقع الرسمي